# Hydractinia arctica
Hydractinia arctica is een hydroïdpoliep uit de familie Hydractiniidae. De poliep komt uit het geslacht Hydractinia. Hydractinia arctica werd in 1902 voor het eerst wetenschappelijk beschreven door Jäderholm. 